# Tipula (Lunatipula) vittatipennis
Tipula (Lunatipula) vittatipennis is een tweevleugelige uit de familie langpootmuggen (Tipulidae). De soort komt voor in het Nearctisch gebied.